# Sutton, Massachusetts
Sutton är en kommun (town) i Worcester County i delstaten Massachusetts, USA med 9 357 invånare (2020).

## Kända personer från Sutton
- Jonas Sibley, politiker